# August Dimitz

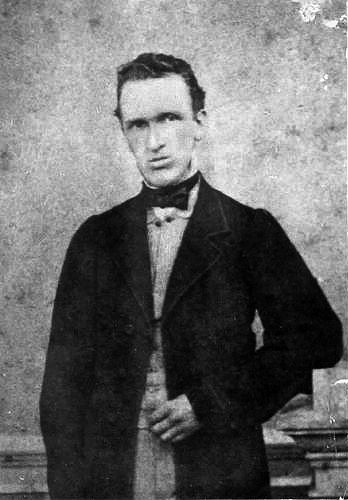
August Dimitz

August Dimitz (* 16. August 1827 in Laibach; † 10. Dezember 1886 ebenda) war ein österreichischer Historiker, Publizist und Redakteur.

## Leben

Titelblatt der „Kurzgefasste Geschichte Krains“, Druckerei und Verlag: Ignaz von Kleinmayr & Fedor Bamberg in Laibach.

August Dimitz wurde als Sohn des k. k. Rechnungsrates Franz Dimitz und dessen Gattin in der damals noch gemischtsprachigen krainischen Landeshauptstadt Laibach (heute Ljubljana in Slowenien) geboren. An seinem Geburtsort verbrachte er Kindheit und Jugend, hier durchlief er die Volksschule und absolvierte das Lyzeum. Im Jahre 1845 übersiedelte er nach Wien und nahm an der Universität ein Studium der Rechtswissenschaft auf.
Im Revolutionsjahr 1848 beteiligte sich Dimitz in der Akademischen Legion an der Revolution von 1848/49 im Kaisertum Österreich.
Nach Abschluss seines Studiums kehrte Dimitz 1850  in seine Heimat zurück und begann seine berufliche Laufbahn als Jurist beim k. k. Bezirksgericht in Laibach. Bald wechselte er jedoch die Dienststelle und wurde bei der k. k. Finanzdirektion für das Kronland Krain tätig; zunächst als Finanz-Konzipist, später als Oberfinanzrat. Nach seiner Ernennung zum Amtschef im Jahre 1880, leitete er diese Institution als Finanzdirektor bis zu seinem Tode.
Der Forstmann und Schriftsteller Ludwig Dimitz (1842–1912) war sein Bruder.

## Schriften
- als Herausgeber mit Friedrich von Formacher Edler auf Lilienberg: Praktische Darstellung des neuen Stempel- und Gebühren-Gesetzes vom 13. December 1862 im Zusammenhange mit den Bestimmungen des Gebühren-Gesetzes vom 9. Februar 1850. Mit dem vollständigen Tarife in österr. Währung. Johann Giontini, Laibach 1863, (Digitalisat).
- Beiträge zur fünfhundertjährigen Gründungsfeier von Neustadtl (Rudolfswerth) in Unterkrain. Verlag des historischen Vereins für Krain, Laibach 1865, (Digitalisat).
- Der Luegger „alt Lehenbuch“ vom Jahre 1453. In: Mittheilungen des Museal-Vereins für Krain. Jahrgang 1, 1866, ZDB-ID 342087-5, S. 247–264.
- Geschichte Krains von der ältesten Zeit bis auf das Jahr 1813. 4 Teile. Kleinmayr & Bamberg, Laibach 1874–1876.
  - Theil 1: Von der Urzeit bis zum Tode Kaiser Friedrichs III. (1493). 1874, (Digitalisat);
  - Theil 2: Vom Regierungsantritte Maximilians I. (1493) bis zum Tode Kaiser Ferdinands I. (1564). 1875, (Digitalisat).
  - Theil 3: Vom Regierungsantritte Erzherzogs Karls in Innerösterreich bis auf Leopold I. (1564–1657). 1875, (Digitalisat);
  - Theil 4: Vom Regierungsantritt Leopold I. (1657) bis auf das Ende der französischen Herrschaft in Illyrien (1813). 1876, (Digitalisat).
- Die Habsburger und ihr Wirken in Krain. 1282 bis 1882. Festschrift zur Feier des sechshundertjährigen Jubiläums der Vereinigung Krains mit Österreich. Kleinmayr & Bamberg, Laibach 1883.
  - Slowenisch: Habsburžani v deželi Kranjskej. 1282–1882. Slavnosten spis ob godovanji šeststoletnice od združitve Kranjske zemlje z Avstrijo. Kleinmayr & Bamberg, Ljubljana 1883, (Digitalisat).
- Kurzgefasste Geschichte Krains mit besonderer Rücksicht auf Culturentwickelung. Kleinmayr & Bamberg, Laibach 1886, (Digitalisat).